# Mámoa de Garfián
La mámoa de Garfían es un monumento megalítico ubicado en Garfián, el parroquia de Santa María de Beariz, perteneciente al municipio de Beariz, en la provincia gallega de Orense. Presenta, según el arqueólogo Jorge Lamas Bértolo, un buen estado de conservación.

## Descripción
Formada por tierra y piedras con un cráter de violación de 7m de diámetro y 60cm de profundidad. Se pueden observar restos de coraza de bloques de esquisto y cuarzo blanco. No se aprecian restos de cámara ni de chantos en la superficie.